# Aleksandrovac (okręg borski)
Aleksandrovac (cyr. Александровац) – wieś w Serbii, w okręgu borskim, w gminie Negotin. W 2011 roku liczyła 459 mieszkańców.